# Ébauche (horlogerie)
L'ébauche en horlogerie est l'ensemble des pièces non assemblées du mouvement (platine, ponts, rouage, mécanisme de remontage et de mise à l'heure, raquette de réglage) et commercialisées sous cette forme.
Jusqu'au milieu du XIXe siècle, les ébauches de montres, appelées « blancs », étaient composées des ponts, de la platine, de la fusée et du barillet. La finition se faisait dans un comptoir d'établissage. Aujourd'hui, on désigne par ébauche, « blanc-roulant » ou « mouvement en blanc », un mouvement de montre qui ne contient pas les organes réglants (échappement, balancier-ressort spiral), le ressort moteur, le cadran, et les aiguilles,.